# Feigenblatt

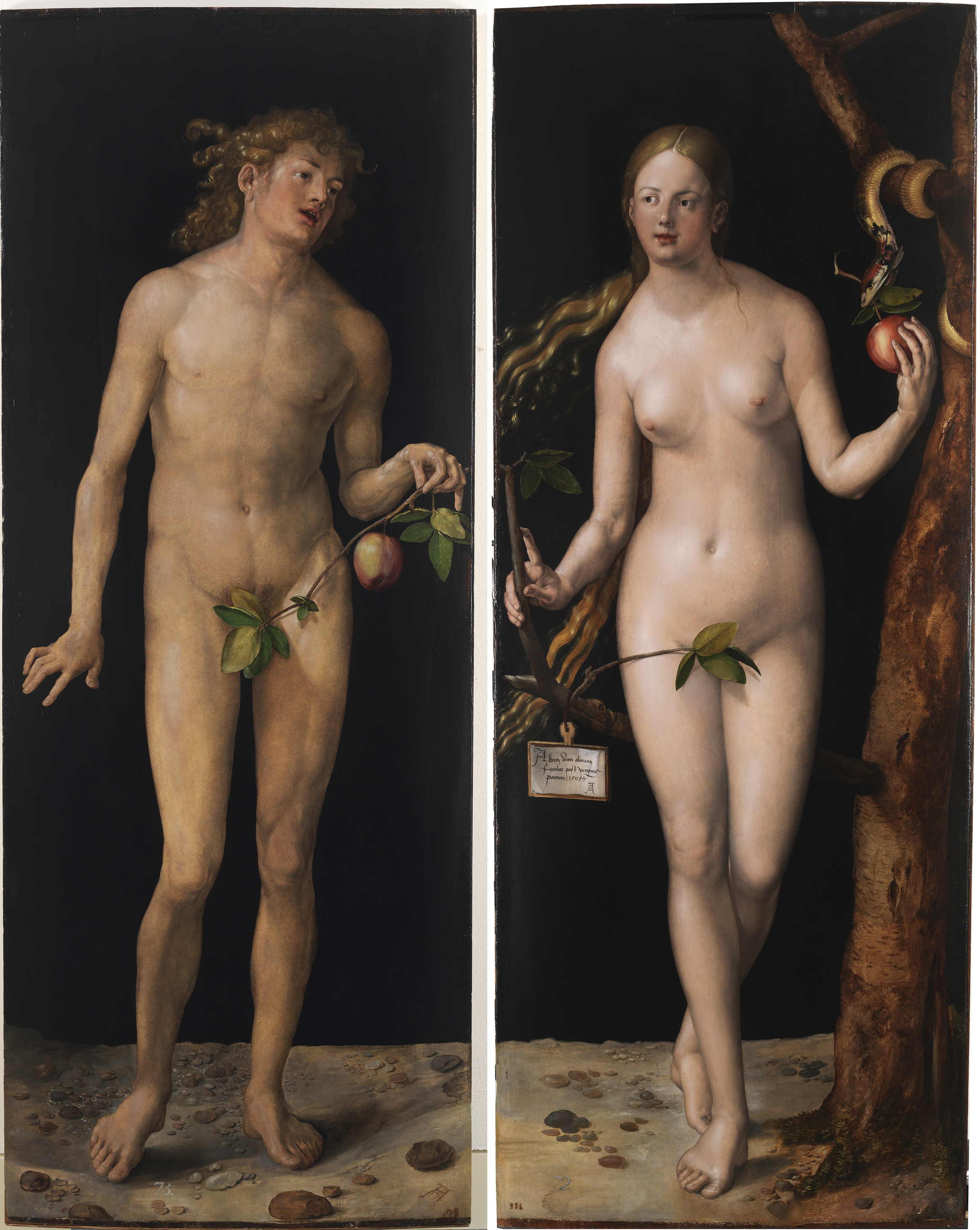
Albrecht Dürer: Adam und Eva (1507)

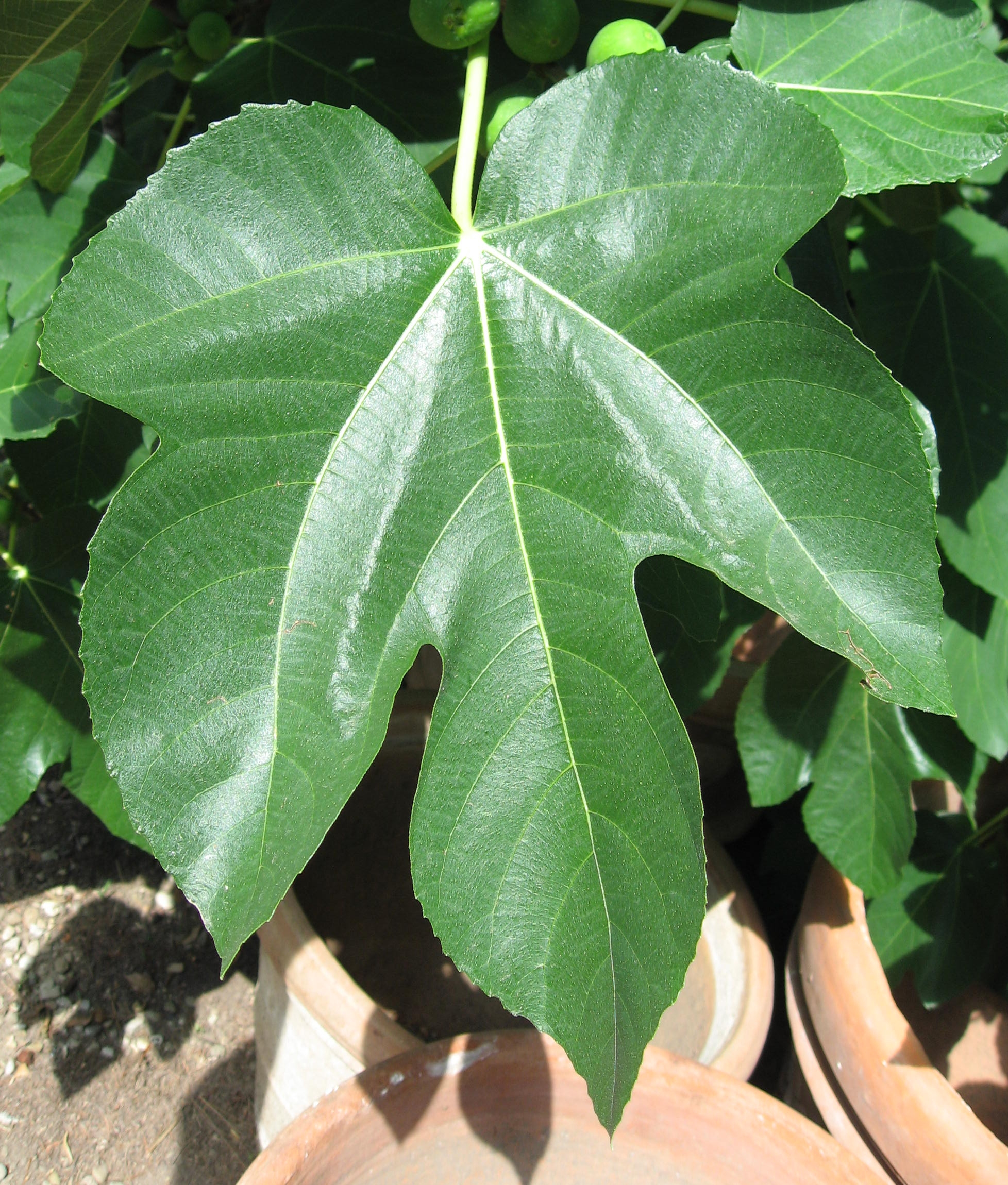
Blatt einer Echten Feige (Ficus carica)

Das Feigenblatt des Feigenbaums wurde in der bildenden Kunst zum Verbergen der Geschlechtsteile nackter Personen verwendet. Es diente in der Vorstellungswelt des Alten Testamentes der Überwindung des Schamgefühls, indem es die eigene Blöße bedeckt. In Zeiten strenger Beachtung eines Schicklichkeitsdecorum wurde es auch auf Bildern oder bei der Restaurierung antiker Statuen nachträglich hinzugefügt.

## Metapher
Als Metapher bezeichnet das Feigenblatt einen Gegenstand, der vor einen anderen Gegenstand gestellt ist, um diesen in der Absicht zu verbergen, dessen moralisch angreifbare Eigenschaft nicht gewahr werden zu lassen. Jemandem oder etwas ein Feigenblatt umzuhängen hat umgangssprachlich die Bedeutung der unvollständigen oder notdürftigen Verdeckung eines obszönen oder unschicklichen Sachverhaltes. Vorzugsweise ist der Ausdruck abwertend gemeint im Sinne eines Ablenkungsmanövers, das den wahren Sachverhalt scheinheilig verschleiern soll, und hat hierbei eine Nähe zu dem Ausdruck einen Deckmantel umhängen. Auch die Redewendungen „Kein (Feigen)blatt vor den Mund nehmen“ oder „Feigenblätter suchen (flechten)“ (für Ausflüchte, Entschuldigungen suchen) deuten in die gleiche Richtung.

## Biblisches Symbol
Das Feigenblatt wird in der biblischen Geschichte vom Sündenfall erwähnt. Nachdem Adam und Eva die Frucht vom Baum der Erkenntnis gegessen hatten, merkten sie, dass sie nackt waren und bedeckten ihre Blöße mit Feigenblättern (Gen 3,7 ). Abgeleitet von diesem Text wird das „Feigenblatt“ als bildlicher Ausdruck für die schamhafte Verhüllung gebraucht.
Nach dem Vorbild des Bibeltextes wurde in der bildenden Kunst des christlichen Abendlandes bis in die Neuzeit hinein das Geschlechtsteil einer nackten Person mit einem Blatt oder einem anderen bedeckenden Gegenstand übermalt. Ein Beispiel hierfür ist die systematische Übermalung des Jüngsten Gerichtes in der Sixtinischen Kapelle durch den so genannten „Hosenmaler“ Daniele da Volterra, einem Schüler Michelangelos, die mit der letzten Restaurierung so weit wie möglich gemäß den ursprünglichen Intentionen des Werkschöpfers Michelangelo und mit Billigung der katholischen Kirche zurückgenommen wurde. Als Königin Victoria sich beschwerte, nachdem sie die Kopie der Davidstatue im Victoria and Albert Museum erblickt hatte, wurde speziell ein Feigenblatt aus Gips geschaffen, um das Schamgefühl königlicher Besucher zu schonen.

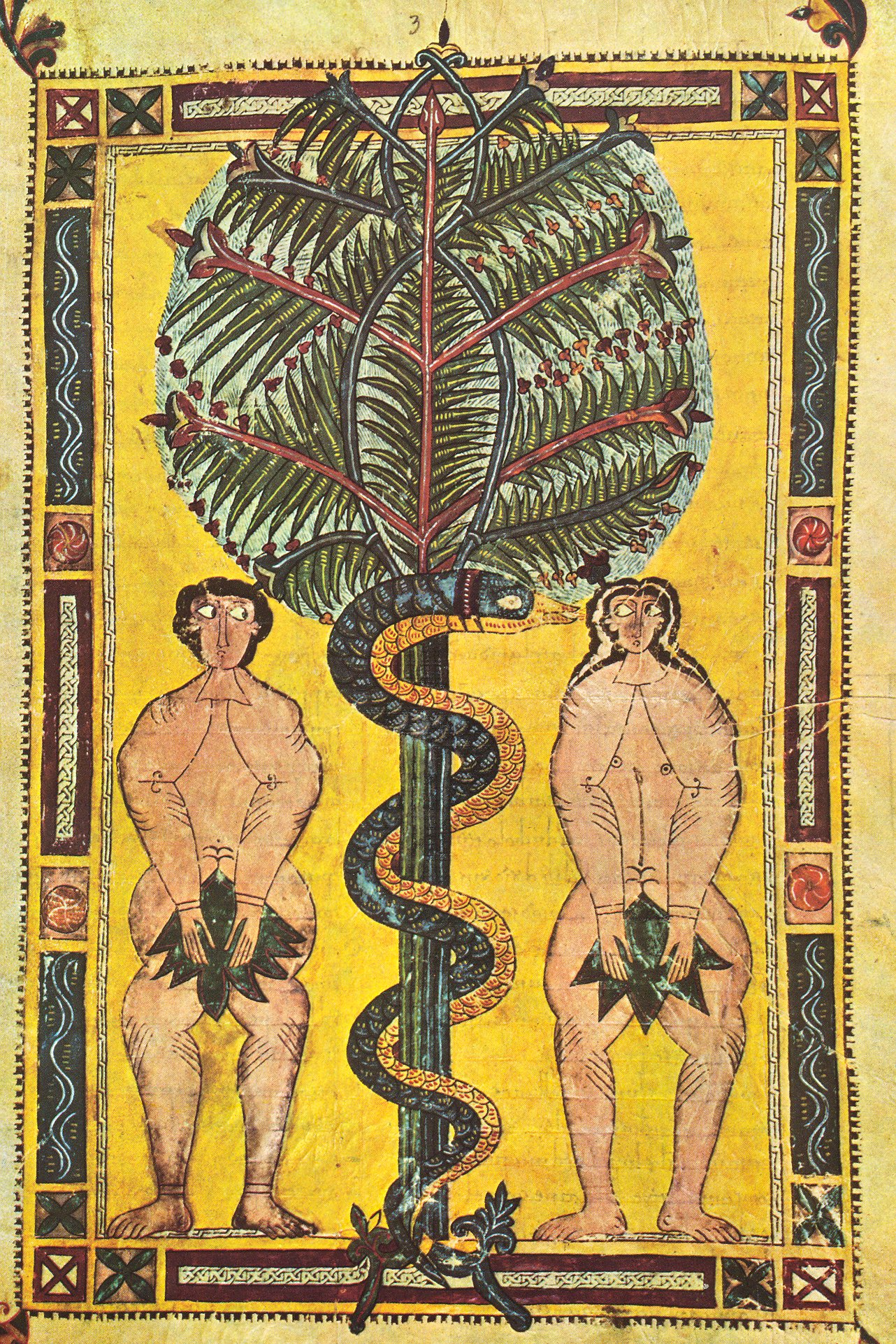
Adam und Eva (unbekannter Künstler)
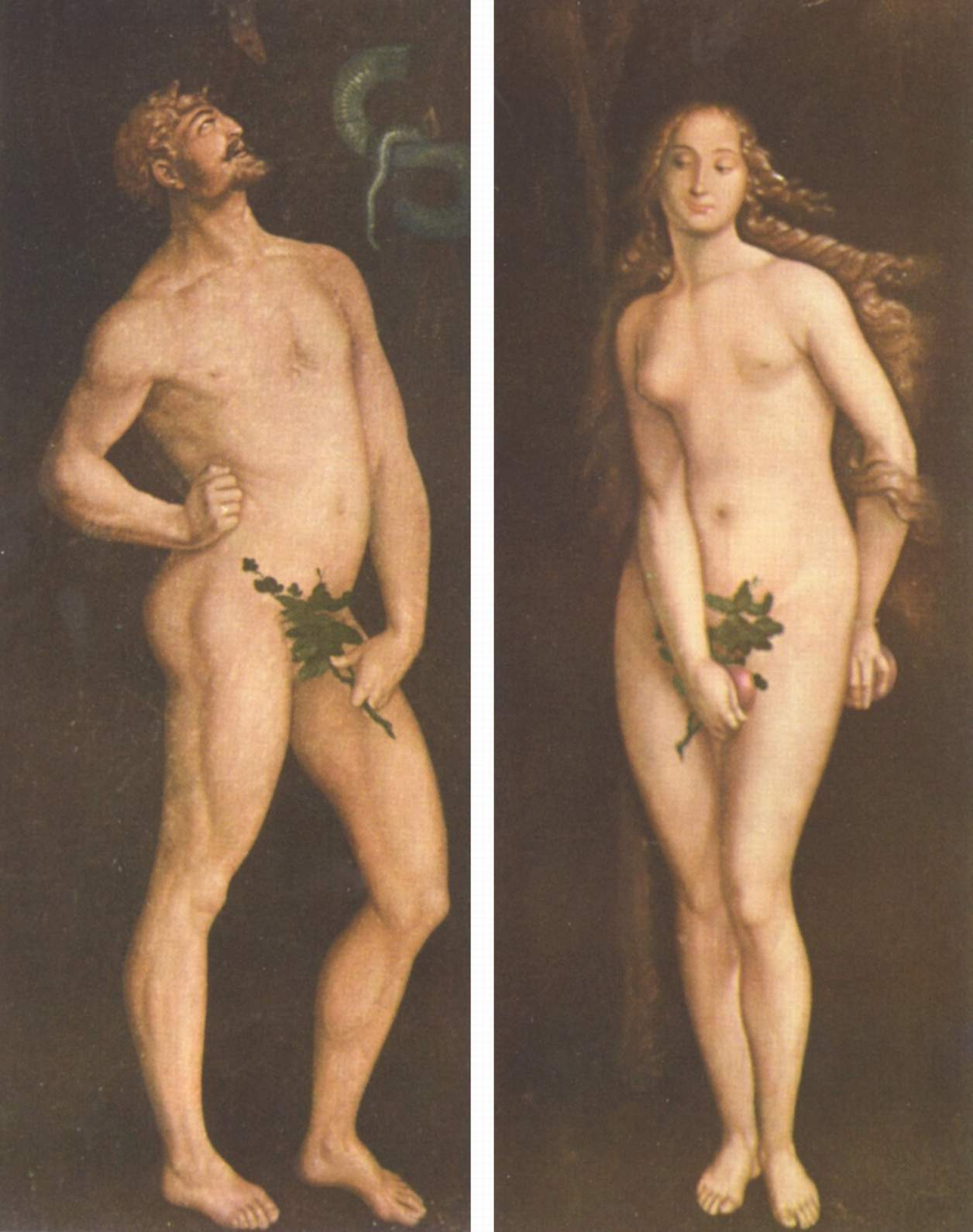
Adam und Eva (Hans Baldung) (um 1520–1525)
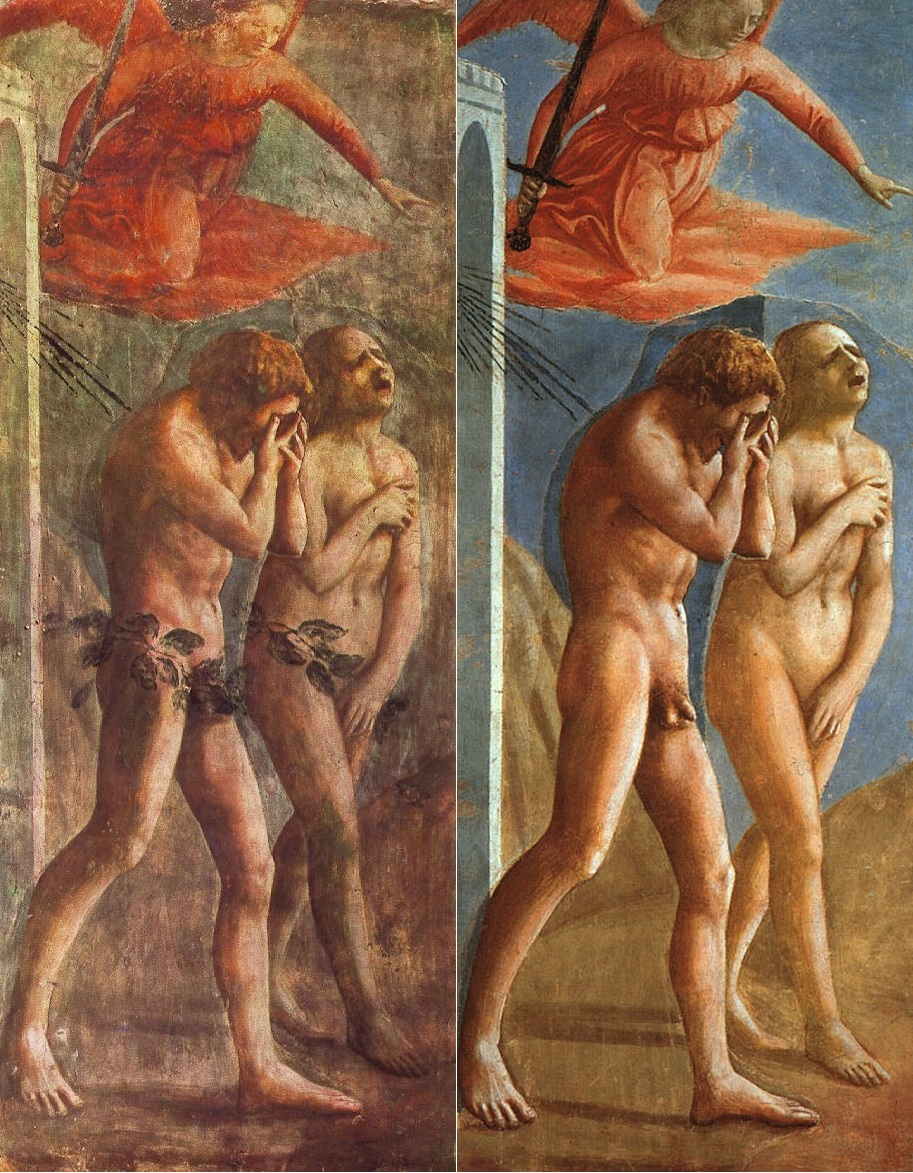
Vertreibung aus dem Paradies (Masaccio) mit und ohne Feigenblatt
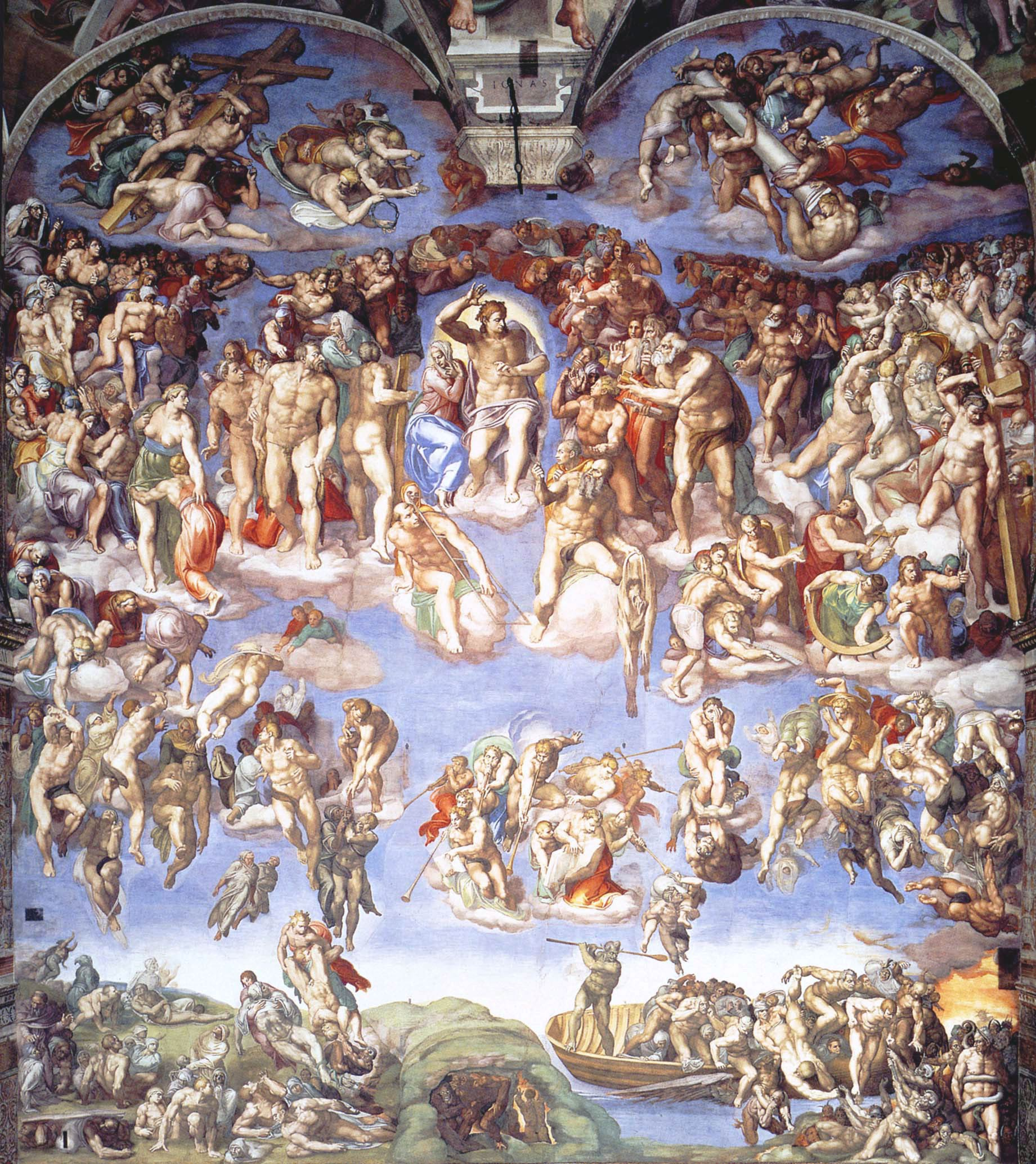
Jüngstes Gericht (Michelangelo)

## Allgemeine Symbolik
Die heutige symbolische Darstellung eines Herzens geht unter anderem auch auf stilisierte Feigenblätter zurück, zusammen mit den Blättern des Efeu.